# Schreibkraft
Schreibkraft és una revista literària i de fulletons que va ser fundada el 1998 per l'organització literària Forum Stadtpark a Graz (Àustria). Cada any apareixen dos números a un tiratge de 500.
Cada número de la revista té un tema predefinit. Es publiquen fulletons, assaigs, ressenyes crítiques i altres textos literaris. La redacció té cinc membres: Hermann Götz, Robert Hutter, Hannes Luxbacher, Andreas R. Peternell i Werner Schandor. Per a les ressenyes es tria habitualment llibres de petites editorials per a crear un fòrum de la literatura que no és mostrada pels grans mitjans.
Són autors austríacs, suïssos i alemanys que publiquen a schreibkraft. Per exemple, els autors següents han publicat a la revista: 
Bettina Balàka, Moritz Baßler, Julian Blunk, Helwig Brunner, Thomas E. Brunnsteiner, Martin Büsser, Ann Cotten, Julius Deutschbauer & Gerhard Spring, Hans Durrer, Klaus Ebner, Helmut Eisendle, Bernhard Flieher, Franzobel, Harald A. Friedl, Brigitte Fuchs, Peter Glaser, Egyd Gstättner, Wolf Haas, Sonja Harter, Klaus_Händl, Christian Ide Hintze, Paulus Hochgatterer, Elfriede Jelinek, Ralf B. Korte, Markus Köhle, Christian Loidl, Friederike Mayröcker, Gisela Müller, Andreas Okopenko, Andreas R. Peternell, Claus Philipp, Peter Piller, Wolfgang Pollanz, Birgit Pölzl, Manfred Prisching, Peter Rosei, Werner Schandor, Ferdinand Schmatz, Katja Schmid, Stefan Schmitzer, Helmuth Schönauer, Franz Schuh, Werner Schwab, Gudrun Sommer, Enno Stahl, Christine Werner, Serjoscha Wiemer, Christiane Zintzen.